# 美國陸軍附編韓軍

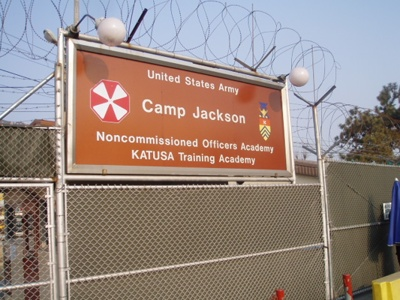
KATUSA 訓練學院，位於韓國京畿道議政府市傑克遜營（Camp Jackson）。

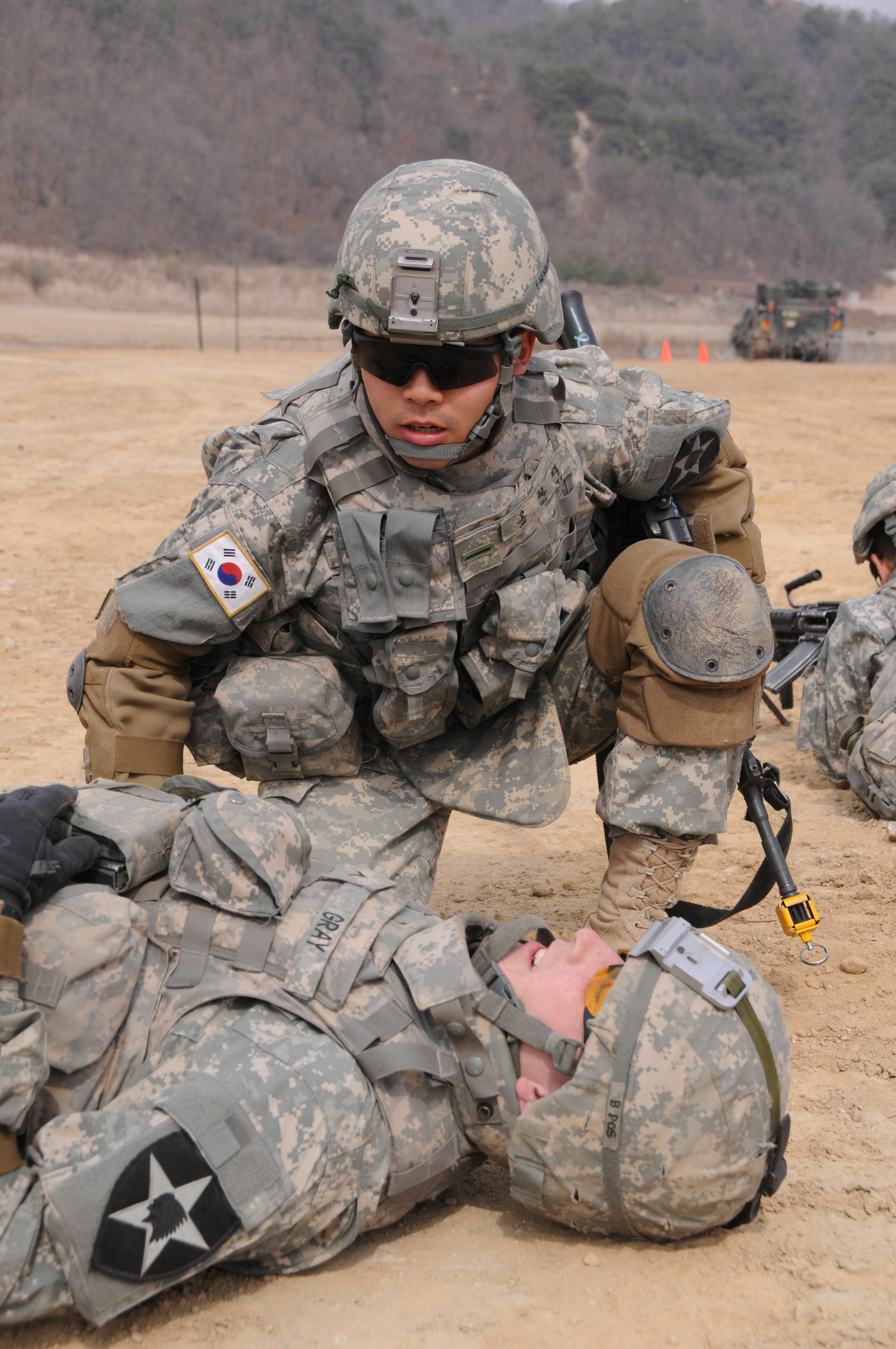
KATUSA soldier assigned to 2nd Battalion, 9th Infantry Regiment, 1st Heavy Brigade Combat Team, 2nd Infantry Division wearing the U.S. Army's battle dress uniform, the Army Combat Uniform

美國陸軍附编韩军（英語：Korean Augmentation To the United States Army），於韩战期间的1950年7月由韓國總統李承晚和麦克阿瑟建立，并一直沿用至今。不过现在驻韩美军中的韩军士兵数量已大为减少。
韩国每年有1800名通过美军综合英语沟通能力测试的现役军人被编入韩美联合师。这些同美军混编的士兵归美国第八集团军司令部指挥，却仍接受韩国宪兵队的管理。他们着美军军服，装备美军武器，只是右臂佩戴韩国国旗而非美国国旗。
KATUSA的意义不仅仅是壮大美韩联合军力和节约美军军费开销，而是体现在韩美两军的相互合作、支持与友谊。与美军混编的韩军士兵在战时也可以为美军提供翻译、导航、审讯和反侦查等协助。